# Tyyräsenjärvi och Joviste
Tyyräsenjärvi och Joviste eller Kyyräsenjärvi är en sjö i Finland. Den ligger i kommunen Ranua i landskapet Lappland, i den norra delen av landet, 700 km norr om huvudstaden Helsingfors. Kyyräsenjärvi ligger 164,5 meter över havet. Arean är 39,4 hektar och strandlinjen är 5,29 kilometer lång. Sjön  ingår i Kemi älvs huvudavrinningsområde. 